# 슈퍼아이돌 시즌1
《슈퍼아이돌 시즌1》은 MBC M에서 2015년 7월 14일부터 2015년 10월 13일까지 방송되었던 TV 프로그램이다. B.SWAN팀이 1위, A.KING팀이 2위, RED-X팀이 3위에 올랐다.